# 神戸大学大学院人間発達環境学研究科
神戸大学大学院人間発達環境学研究科（こうべだいがくだいがくいんにんげんはったつかんきょうがくけんきゅうか、Graduate School of Human Development and Environment）は、神戸大学大学院に設置されている研究科。
人間発達専攻と人間環境学専攻の2専攻。また、前期課程のみ実践的職業人の養成を目的とする2つの特別な履修コースを設置している。

## 沿革
- 1936年 2つの兵庫県立の師範学校、1874年（明治7年）開校の兵庫県師範伝習所→神戸師範学校（1877年）→兵庫県尋常師範学校（1886年）→兵庫県師範学校（1898年）→兵庫県第一師範学校（1900年）→兵庫県御影師範学校（1901年8月）と、1900年（明治33年）開校の兵庫県第二師範学校→兵庫県姫路師範学校（1901年）を兵庫県師範学校として統合
- 1943年 兵庫県師範学校と、1902年（明治35年）開校の兵庫県明石女子師範学校を官立移管し兵庫師範学校開校
- 1949年 学制改革、国立学校設置法により、兵庫師範学校と1919年（大正8年）に開設の兵庫県立農学校の甲種別科→兵庫県立農業補習学校教員養成所（1923年）→兵庫県立青年学校教員養成所（1935年）→兵庫青年師範学校（官立移管、1944年4月）の2つの師範学校を新制神戸大学に統合。これらの師範学校を母体に同大学の教育学部を創設

- 1965年 教育専攻科を設置
- 1981年 教育専攻科を改組、大学院教育学研究科修士課程を設置
- 1992年 1992年 教養部と教育学部を統合改組して国際文化学部と発達科学部を創設。また兵庫教育大学が新設され、神戸大学教育学部の小学校・中学校の教員養成機能と大学院教育学研究科修士課程を同大学に移管
- 1997年 発達科学部と国際文化学部を母体に、大学院総合人間科学研究科修士課程を創設
- 1999年 大学院総合人間科学研究科博士課程を設置
- 2005年 大学院総合人間科学研究科発達支援インスティテュートを設置
- 2007年 大学院総合人間科学研究科を改組し、大学院人間発達環境学研究科を設置
- 2013年 大学院人間発達環境学研究科の心身発達専攻、教育・学習専攻、人間行動専攻、人間表現専攻の4専攻を改組し、人間発達専攻を創設

## 組織
人間発達専攻
教育研究分野は次の4分野
- 心理系
  - 発達障害心理学、発達心理学、教育心理学、人格心理学、発達障害臨床学、臨床心理学、カウンセリング、発達臨床心理学、健康心理学、精神生理学

- 表現系
  - 表現創造（舞踊学、音楽療法、即興演奏、美術・絵画表現）
  - 表現文化（音楽文化史、民族音楽学、近代建築史、ファッション文化論、社会情報学、認知科学）

- 行動系
  - 公衆衛生学、運動生理学、運動生化学、応用生理学、身体システム学、ニューロメカニクス、スポーツバイオメカニクス、運動・スポーツ心理学、体育・スポーツ史、加齢の身体運動科学、社会老年学、加齢の認知心理学、レジャー・スポーツ老年学、老年行動学

- 教育系
  - 教育科学（科学教育、社会認識教育、教育方法学、教育制度、日本教育史、西洋教育史、教育哲学）
  - 子ども発達（身体発育論、数理認識論、児童文学、美術教育学、発達心理学、家族関係学、乳幼児教育学）
  - 発達支援（生涯学習論、社会教育論、障害共生支援論、ボランティア学習論、ジェンダー論、自然共生論）

人間環境学専攻
教育研究分野は次の3分野
- 環境基礎科学系
  - 自然環境論（素粒子物理学、宇宙物理学、惑星環境物理学、地質古生物学、地球化学、分子生物学、生物有機化学、高分子化学、光合成酵素科学、進化生態学、植物生態学、水域生態学、環境バイオテクノロジー）
  - 数理情報環境論（計算機代数、応用解析学、トポロジー、数理統計学、応用統計学、位相的データ解析）

- 環境形成科学系
  - 生活環境論（生活空間計画、環境保健学、環境リスク論、緑地環境学、環境経済学、環境政策、環境システム工学、食環境学、衣環境学、感性工学、ヒューマンエレクトロニクス、都市生態論）
  - 社会環境論（社会保障、福祉国家、災害被災者の生活問題、途上国政治経済、比 較政治、環境法、国際法、人文地理学、環境地理学、地域研究、地域社会論、移 民社会論、社会思想、社会学史）
  - 環境先端科学（後期課程との連携講座） 大気化学、炭素循環、生物地球化学、マイクロ流体工学、先端健康医工学

コース
- 臨床心理学コース - 臨床心理士資格認定試験および公認心理師試験の受験資格取得が可能
- 発達支援1年履修コース - 社会人対象の1年間で修士号の取得可能なコース